# Sam Atkin
Sam Atkin (* 14. März 1993 in Grimsby) ist ein britischer Leichtathlet, der sich auf den Langstreckenlauf spezialisiert hat.

## Sportliche Laufbahn
Sam Atkin besuchte ab 2012 das Lewis-Clark State College in den Vereinigten Staaten und sammelte 2019 erste Erfahrungen bei internationalen Meisterschaften, als er bei den Halleneuropameisterschaften in Glasgow in 8:01,43 min den achten Platz im 3000-Meter-Lauf belegte. 2021 nahm er über 10.000 Meter an den Olympischen Sommerspielen in Tokio teil, gelangte dort aber nicht ins Ziel. Im Jahr darauf verpasste er bei den Weltmeisterschaften in Eugene mit 13:34,36 min den Finaleinzug im 5000-Meter-Lauf und kam anschließend bei den Commonwealth Games in Birmingham über 10.000 Meter nicht ins Ziel. Daraufhin belegte er bei den Europameisterschaften in München in 13:32,35 min den neunten Platz über 5000 Meter und kam im 10.000-Meter-Lauf erneut nicht ins Ziel. 2024 nahm er an den Olympischen Sommerspielen in Paris und verpasste dort mit 14:02,46 min den Finaleinzug.

## Persönliche Bestzeiten
- 3000 Meter: 7:39,71 min, 13. Juli 2021 in Gateshead
  - 3000 Meter (Halle): 7:46,79 min, 5. Februar 2022 in Winston-Salem
- 5000 Meter: 12:54,66 min, 17. Mai 2024 in Los Angeles
  - 5000 Meter (Halle): 12:58,73 min, 26. Januar 2024 in Boston
- 10.000 Meter: 27:26,58 min, 5. Dezember 2020 in San Juan Capistrano
- 5-km-Straßenlauf: 13:16 min, 19. März 2023 in Lille (britischer Rekord)